# イブラヒム・ムミノフ
イブラヒム・ムミノヴィチ・ムミノフ（ウズベク語: Ibrohim Mo'minovich Mo'minov、ロシア語: Ибрагим Муминович Муминов、ラテン文字：Ibrahim Muminovich MuminovもしくはIbragim Muminovich Muminov、1908年11月7日-1974年7月22日）はウズベキスタンのブハラ州・シャフィルカン出身の哲学者、歴史学者である。学位は博士（哲学）。ウズベク・ソビエト社会主義共和国科学アカデミー学会員であり、ウズベク・ソビエト社会主義共和国科学者賞を受賞したほか、ウズベキスタン哲学研究所の創設者でもある。主に中央アジアとティムールに関する研究で知られる。

## 経歴
1908年にシャフィルカンで生まれた。1931年にサマルカンドにあったウズベク・ソビエト社会主義共和国科学アカデミーで学位を修得。
同1931年にサマルカンド国立大学の講師として着任し、1933年には文学部長を務めた。1933年から1935年までは歴史学部長を務めた。1941年、ヘーゲル哲学をテーマとし、1950年に博士論文を提出、博士号を取得した。1943年にウズベク・ソビエト社会主義共和国アカデミーへ入会、1956年にウズベク・ソビエト社会主義共和国科学アカデミーへ入会、1956年から1974年まではウズベク・ソビエト社会主義共和国科学アカデミーの副会長を務めた。
また、1955年から1956年まではウズベク・ソビエト社会主義共和国科学アカデミーの歴史・考古学研究所所長を務めた。1958年にはウズベク・ソビエト社会主義共和国哲学・法学研究所創設に尽力、初代所長に就任した。1958年から1974年までは共和国社会「知」の会長を務めた。また、1957年から1974年まではウズベキスタンの社会科学」編集長を、1957年には「科学と暮らし」編集長を務めた。また、ウズベク・ソビエト百科事典第一版の編集長を務めた。この他サマルカンドの歴史（2巻）、ブハラの歴史、ホラズムの歴史などの科学出版物において編集長を務めている。
1969年にサマルカンドで開催されたUNESCOのティムール朝芸術に関するシンポジウムでは発起人を務めた。ウズベク・ソビエト社会主義共和国の最高会議にも議員として当選し、4期を務めた。
ムミノフは1974年7月22日にタシュケントで亡くなった。現在はタシュケントにあるチャガタイ記念墓地に埋葬されている。

## 受賞・栄典
- 1967年：ウズベク・ソビエト社会主義共和国国家勲章を受賞。
- 2003年：ウズベキスタン大統領のイスラム・カリモフはムミノフに「Buyuk xizmatlari uchun」を追贈した。

## 研究内容・業績
- ムミノフは哲学や歴史に関し200以上の書籍・投稿記事を発表している。また、この他にも共同研究の報告書を様々な国で発表している。例としては、イタリア、ハンガリー、チェコスロバキア、ギリシア、パキスタン、アフガニスタンなどがある。ムミノフ主導で行われた研究成果は100以上、30の哲学に関する論文テーマが存在している。